# Vrbové
Vrbové es una ciudad del distrito de Piešťany en la región de Trnava, Eslovaquia, con una población estimada a final del año 2024 de 5554 habitantes.
Se encuentra ubicado en el centro-este de la región, cerca del río Váh (cuenca hidrográfica del Danubio) y de la región de Nitra.

## Demografía
| Año        | 1994 | 2004    | 2014    | 2024    |
| ---------- | ---- | ------- | ------- | ------- |
| Población  | 6162 | 6300    | 6091    | 5554    |
| Diferencia |      | +2,23 % | −3,31 % | −8,81 % |

| Año        | 2023 | 2024    |
| ---------- | ---- | ------- |
| Población  | 5597 | 5554    |
| Diferencia |      | −0,76 % |